# Szántó Eleázár
Szántó Eleázár, olykor Eleuzar (Lázár), 1882-ig Seligmann (Kajászószentpéter, 1829. május 29. – Budapest, 1893. február 15.) iskolaigazgató.

## Élete
Mint rabbinak fia, eleinte teológiai tanulmányokkal foglalkozott, Pesten a Hampel-féle kereskedelmi iskolában tanult, de hajlamát követvén, tanítói pályára lépett. A tanítói oklevél elnyerése után 1850. április 11-én Székesfehérvárra hívták az ottani zsidó iskolához, ahol 1855-ig tanított. 1855-től négy éven át Szegeden, majd 10 éven át a pécsi királyi mintafőtanodánál volt tanító. Itt megyei bizottsági tagnak is megválasztották, ami tanítónál ritka eset volt. A Pesti Izraelita Hitközség magyar szellemben teljesen átszervezendő iskolájának igazgatói székébe hívta. Ezen iskolát Szántó haláláig vezette és teljesen megmagyarosította. 1870-ben a fiatal Országos Izraelita Tanítóegyesület alelnökének, 1874-ben elnökének választotta. Az országos zsidó tanítóságának vezére lett és az akkor alapított Országos Izraelita Tanügyi Értesítőnek szerkesztőjeként is tevékenykedett, 1890-ig, majd 1892. szeptember 1-től haláláig. E lapban nagy sikerrel szállt síkra a zsidó tanítóság erkölcsi és anyagi helyzetének javításáért. I. Ferenc József 1887. február 23-án az Arany Érdemkereszttel tüntette ki.
A Salgótarjáni utcai zsidó temetőben helyezték örök nyugalomra.